# Habronattus alachua
Habronattus alachua là một loài nhện trong họ Salticidae.
Loài này thuộc chi Habronattus. Habronattus alachua được Griswold miêu tả năm 1987.